# Cabal Online
Cabal Online este un joc MMORPG (Massively Multiplayer Online Role-Playing Game) dezvoltat de compania sud-coreeană ESTsoft. Lansat pentru prima dată în 2005 în Coreea de Sud, jocul a câștigat rapid popularitate datorită combinației sale unice de elemente de RPG tradițional și mecanici de luptă rapide și dinamice. Cabal Online a fost ulterior lansat și în alte regiuni, inclusiv Europa, America de Nord și Asia de Sud-Est.

## Gameplay

### Clasele de Personaje
Cabal Online oferă jucătorilor șapte clase distincte de personaje, fiecare cu abilități și stiluri de luptă unice:
- Warrior (Războinic): Specializați în lupta corp la corp, războinicii posedă o forță fizică impresionantă și o rezistență mare.
- Blader: Bladerii sunt experți în utilizarea a două arme, având viteze de atac foarte rapide și abilități de evaziune.
- Wizard (Vrăjitor): Vrăjitorii utilizează magia pentru a provoca daune masive de la distanță, având vrăji de atac puternice și de control al mulțimilor.
- Force Archer: Aceștia combină magia cu atacurile de la distanță, folosind arcuri magice pentru a lovi inamicii de la distanță mare.
- Force Shielder: Specializați în apărare, Force Shielderii folosesc scuturi și magie pentru a proteja aliații și pentru a absorbi daunele.
- Force Blader: Combină abilitățile magice cu atacurile rapide ale bladerilor, creând un hibrid între magie și luptă corp la corp.
- Force Gunner: O clasă introdusă mai târziu, Force Gunnerii utilizează arme de foc magice pentru a combate inamicii de la distanță medie și mare.

### Sistemul de Luptă
Cabal Online este cunoscut pentru sistemul său de luptă rapid și fluid. Jucătorii pot executa combo-uri complexe de atacuri și vrăji, iar sincronizarea și strategia sunt esențiale pentru a avea succes în bătălii. Jocul încurajează utilizarea abilităților în secvențe corecte pentru a maximiza daunele și pentru a controla eficient inamicii.

### Questuri și Poveste
Jocul este situat într-un univers fantasy cu o poveste complexă care se desfășoară prin intermediul misiunilor și questurilor. Jucătorii sunt încurajați să exploreze lumea vastă a jocului, să descopere secretele acesteia și să se implice în conflictul central dintre forțele binelui și răului.

## Dezvoltare și Lansare

### Istoric
Cabal Online a fost dezvoltat de ESTsoft, o companie de software cu sediul în Coreea de Sud. După lansarea sa inițială în Coreea în 2005, jocul a fost localizat și lansat în alte regiuni, incluzând Europa în 2006 și America de Nord în 2008. Jocul a beneficiat de actualizări și expansiuni periodice, care au adăugat noi conținuturi, clase de personaje și îmbunătățiri de gameplay.

### Expansiuni și Actualizări
De-a lungul anilor, Cabal Online a primit numeroase expansiuni și actualizări care au adus noi zone de explorat, boss fights, echipamente, și sisteme de joc. Printre cele mai notabile expansiuni se numără:
- The Sage's Tower: Introducerea unei noi zone și a unor questuri legate de un turn misterios.
- The Temple of the Ancients: O expansiune care a adăugat un nou dungeon cu provocări și recompense unice.
- Legacy of Darkness: Extinderea poveștii principale și introducerea unor noi abilități și echipamente.

## Comunitate și E-sport

### Comunitate
Cabal Online are o comunitate globală de jucători pasionați care participă activ la evenimentele din joc, forumuri și rețele sociale. Comunitatea este cunoscută pentru organizarea de evenimente și competiții în joc, precum și pentru crearea de ghiduri și resurse pentru noii jucători.

### E-sport
Cabal Online a fost de asemenea implicat în scena e-sport, cu turnee oficiale organizate de ESTsoft și alte organizații. Aceste turnee au oferit jucătorilor de top oportunitatea de a-și demonstra abilitățile și de a câștiga premii valoroase.

## Critici și Controverse
Ca multe alte jocuri online, Cabal Online nu a fost lipsit de critici și controverse. Problematica echilibrului între clase, problemele de servere și gestionarea comunității au fost subiecte frecvente de discuție în rândul jucătorilor. Cu toate acestea, echipa de dezvoltare a răspuns adesea prin actualizări și ajustări pentru a îmbunătăți experiența de joc.

## Impact și Moștenire
Cabal Online a avut un impact semnificativ asupra genului MMORPG, fiind recunoscut pentru inovațiile sale în materie de gameplay și design. Jocul a influențat dezvoltarea altor MMORPG-uri și a consolidat poziția ESTsoft ca un dezvoltator important în industria jocurilor.
Titlul rămâne un joc MMORPG remarcabil, cu o bază de jucători loiali și o istorie bogată. De la sistemul său inovativ de luptă până la povestea captivantă și clasele diverse de personaje, Cabal Online continuă să fie un punct de referință în lumea jocurilor online. Cu actualizări continue și o comunitate activă, jocul are potențialul de a captiva noi generații de jucători în anii ce vor urma.